# Franleu Churchyard
Franleu Churchyard is een begraafplaats gelegen in de Franse plaats Franleu (Somme). De militaire graven worden onderhouden door de Commonwealth War Graves Commission.
De begraafplaats telt 26 geïdentificeerde Gemenebest graven uit de Tweede Wereldoorlog.